# کندریت
کندریتها (به انگلیسی: Chondrite)، شهاب‌سنگ‌های سنگی (غیر فلزی) هستند که به همان صورتی که از بدنهٔ اصلی (مادر) جدا شده‌اند؛ بی‌آن‌که در اثر عواملی مانند ذوب شدن، یا جداسازی تغییر پذیرفته باشند، وجود دارند. هنگام شکل‌گیریِ به این صورتِ آن‌ها: انواع مختلف گردوغبار و ذره‌هایی که در منظومهٔ شمسی اولیه موجود بوده‌اند به هم پیوستند تا سیارک‌های اولیه را بسازند. آن‌ها متداول‌ترین نوع شهاب‌سنگ هستند که به زمین می‌رسند. تخمین‌ها دربارهٔ نسبت سقوط کلی همهٔ شهاب‌سنگ‌ها با این‌گونه شهاب‌سنگ بر زمین نشان‌دهدهٔ سهمی بین ۸۵٫۷٪ و ۸۶٫۲٪ است. است. مطالعهٔ کندریت‌ها کلیدهای ارزشمند و بسیار مهمی برای بررسی و درک مبدأ و سن سامانهٔ خورشیدی، سنتز ترکیبات ارگانیک، و منشأ زندگی یا حضور آب بر روی زمین را فراهم می‌کند. یکی از ویژگی‌های کندریت‌ها، وجود کندرول‌ها در آن‌هاست؛ که دانه‌های گِرد کندرولیِ تشکیل شده در آن‌ها از مواد معدنی دیگر متمایز است، و به‌طور معمول آن‌ها از ۲۰ تا ۸۰ درصد حجم کندریت را تشکیل می‌دهند.
به دلیل کمی محتوای آهن و نیکلِ کندریت‌ها، آن‌ها را می‌توان از شهاب‌سنگ‌های آهن تشخیص داد. دیگر شهاب‌سنگ‌های غیر فلزی؛ اکندریت‌ها (غیر کندریت‌ها)، که کندرول ندارند، به تازگی شکل گرفته‌اند.
تاکنون بیش از ۲۷٬۰۰۰ کندریت در مجموعه‌ها و کلکسیون‌های جهان گردآوری شده‌اند. بزرگترین تک‌سنگ پیداشده تا امروز؛ که ۱۷۷۰ کیلوگرم وزن داشت، بخشی از بارشِ شهاب‌سنگی جی‌لین در سال ۱۹۷۶ بود. بارش کندریت‌ها می‌تواند از تک‌سنگ‌ها تا بارش غیرعادی متشکل از هزاران سنگ باشد؛ همان‌گونه که در سال ۱۹۱۲ در هولبروک اتفاق افتاد. در آن بارش نزدیک به ۱۴٬۰۰۰ سنگ در شمال آریزونا فرو ریختند.

## پیشینه و خاست‌گاه
با افزایش ذرات گردوغبار و دیگر سنگ‌ذره‌های موجود در منظومهٔ شمسی؛ در بیش از ۴٫۵۵ میلیارد سال پیش که باعث ایجاد سیارک شده، کندریت‌ها شکل گرفتند. این بدنه‌های کندریتیِ مادر متعلق به سیارک‌های کوچک یا متوسطی هستند (و یا بودند) که هرگز پاره‌ای از یک پیکر به اندازهٔ کافی بزرگ نبوده‌اند تا بتوانند ذوب شوند و ذرات آن‌ها تمایز سیاره‌ای را تحت تأثیر قرار دهد. زمان‌سنجی سِنی با استفاده از روش 206Pb / 204Pb (استفاده از سرب با ایزوتوپ متفاوت)؛ یکی روش‌های تاریخ‌گذاری مطلق، تخمین‌زده‌شده به ۴٬۵۶۶٫۶ ± 1.0 , که با دیگر کرونومترها سازگار است. نشانهٔ دیگری از سن کندریت‌ها واقعیت وجود و فراوانی عناصر غیر فرّار در آن‌ها؛ شبیه آنچه که در فضای خورشید و دیگر ستارگان در کهکشان ما یافت می‌شود، است. با آن‌که سیارک‌های کندریتی هرگز به اندازهٔ کافی؛ بر پایهٔ درجه حرارت درونی خود، گرم نشده‌اند که ذوب گردند، بسیاری از آن‌ها به دماهای به قدر کافی بالایی رسیده‌اند که دگرگونی‌های متامورفیسم را در درون خود تجربه کنند. منبع گرما احتمالاً انرژی ناشی از واپاشی رادیوایزوتوپ‌های کوتاه مدت (نیمه‌عمر کمتر از چند میلیون سال) بوده که در سیستمِ منظومهٔ شمسیِ تازه‌شکل‌گرفته وجود داشته؛ به‌ویژه آلومونیوم ۲۶ و آهن ۶۰، گرچه این گرما می‌توانسته در اثر برخورد سیارک‌ها نیز تولید شده‌باشد. همچنین، بسیاری از سیارک‌های کندریتی دارای مقدار قابل توجهی آب هستند، که این احتمالاً به دلیل وجود یخ همراه با مواد سنگی بوده‌است. در نتیجه، بسیاری از کندریت‌ها حاوی مواد معدنی آبدار، مانند رس شده‌اند، که زمانی شکل گرفته که آب روی مواد سنگی در سیارک؛ در فرایندی که به عنوان دگرش یا تغییر آبی شناخته‌شده، تغییر می‌کند. علاوه‌براین، تمام سیارک‌های کندریتی در برخورد با دیگر سیارک‌ها تحت تأثیر ضربه و شوک قرار گرفته‌اند. این رویدادها موجب اثرگذاری‌های فراوانی؛ از متراکم‌سازیِ ساده گرفته تا سنگ‌سیمانی، رگه‌دار شدن، ذوب موضعی و شکل‌گیری مواد معدنی در فشار بالا شده‌است. در نهایت؛ نتیجهٔ خالص این فرایندهای ثانویهٔ حرارتی، آبی، و شوک این‌است که؛ تنها چند کندریتِ شناخته‌شده هستند که به همان صورت طبیعی و دست‌نخوردهٔ اصلیِ گردوغبار، کندرول‌ها، و محتوایی که از آن شکل گرفته بوده‌اند، به همان صورت نگهداری شده‌باشند.

## ویژگی‌ها
در میان اجزای موجود در کندریت‌ها، ابهام چبود کندرول‌ها از همه برجسته‌تر است؛ اشیاء کرویِ میلی‌متر قامتی که به صورت قطره‌هایی آزاد، شناور، ذوب شده یا نیمه ذوب شده در فضا ایجاد شده. اکثر کندرول‌ها از نظر مواد معدنی سیلیکات اولیوین و پریکسن غنی هستند. کندریت‌ها همچنین شامل ترکیبات مقاومتی دیرگداز (شامل دربرداری غنی از کلسیم-آلومینیوم)؛ که از قدیمی‌ترین اشیاء تشکیل شده در منظومه شمسی هستند، ذرات غنی از فلزهای (نیکل-آهن Fe-Ni) و سولفیدها و دانه‌های جدا شده از مواد معدنی سیلیکات هستند. باقی ماندهٔ کندریت‌ها شامل گردوغبار ریزدانه (میکرومتر یا کوچکتر)؛ که ممکن است به صورت ماتریکس سنگ باشند، یا ممکن است حاوی ریمل یا مورتال در اطراف تک‌کندرل‌ها و غیرقابل انعطاف باشد. ذراتی که در این گردوغبار قرار دارند، دانه‌های پیش‌رونده‌ای هستند که پیش از تشکیل سامانهٔ خورشیدی در جاهای دیگر کهکشان ساخته شده و ایجاد گردیده‌اند. کندریت بافت، ترکیب و کانی‌شناسیِ متمایزی دارد و منشأ آن‌ها همچنان موضوع بحث است. جامعهٔ علمی به‌طور کلی می‌پذیرد که این حوزه‌ها بواسطهٔ یک موج ضربه‌ای که از طریق سیستم خورشیدی عبور می‌کند تشکیل شده‌است، اگر چه توافق کمی در مورد علت این موج شوک وجود دارد. مقاله‌ای که در سال ۲۰۰۵ منتشر شد، پیشنهاد کرد که؛ ناپایداری گرانشی دیسک‌های گازی از سوی مشتری، موج‌ضربهٰ‌ای با سرعت بیش از ۱۰ کیلومتر بر ثانیه ایجاد کرد که منجر به تشکیل کندرول‌ها شد.

## طبقه‌بندی کندریت
کندریت‌ها براساس ویژگی‌های کانی‌شناسی آن‌ها، ترکیب کلی شیمیایی، و ترکیبات ایزوتوپ‌های اکسیژنی (جدول زیر) به در حدود ۱۵ گروه مجزا (طبقه‌بندی شهاب‌سنگ‌ها) تقسیم شده‌اند. گروه‌های مختلف کندریتی می‌توانند در سیارک‌های جداگانه، یا گروهی از سیارک‌های مرتبط ایجاد شده‌باشند. هر گروه کندریتی دارای ترکیبی متمایز از کندرول‌ها؛ تنوع مقاومتی، ماتریکس (گردوغبار) و دیگر مواد و اندازهٔ مشخص ذره است. روش‌های دیگر طبقه‌بندی کندریت‌ها از جمله شامل: فرسایش و شوک می‌شود.
کندریت‌ها همچنین می‌توانند براساس نوع سنگ‌شناسی خود طبقه‌بندی شوند؛ که درجهٔ دگردیسی (متامورفسیدی) که آن‌ها با دگرگون شدن گرمایی یا آبی (با حضور آب) تغییر یافته‌باشند (بین ۱ تا ۷ درجه). کندرول‌هایی که در یک کندریت به آن‌ها درجهٔ "۳" اختصاص داده شده، آن‌هایی هستند که از این نظر تغییری پیدا نکرده‌اند. رقم بزرگتر نشان‌دهندهٔ افزایش دگرگونی حرارتی تا حداکثر ۷؛ جایی که کندرول‌ها دیگر تخریب شده‌اند، است. اعداد کمتر از ۳ به کندرول‌هایی که خوشه‌های آن با حضور آب تغییر کرده‌است، تا ۱؛ جایی که کندرول‌ها توسط این تغییر حذف گردیده‌اند، داده می‌شود.
یک سنتز از طرح‌های طبقه‌بندی مختلف در جدول زیر ارائه شده‌است.
| گونه                    | پیش‌گونه     | ویژگی‌های متمایزکننده/سرشت کندرول              | حروف تخصیص‌داده‌شده |
| ----------------------- | ----------- | --------------------------------------------- | ----------------- |
| Enstatite chondrites    |             | فراوان                                        | E3, EH3, EL3      |
| Enstatite chondrites    | متمایز      | E4, EH4, EL4                                  |                   |
| Enstatite chondrites    | کم‌تر متمایز | E5, EH5, EL5                                  |                   |
| Enstatite chondrites    | Indistinct  | E6, EH6, EL6                                  |                   |
| Enstatite chondrites    | ذوب شده     | E7, EH7, EL7                                  |                   |
| Ordinary chondrites     | H           | فراوان                                        | H3-H3,۹           |
| Ordinary chondrites     | H           | متمایز                                        | H4                |
| Ordinary chondrites     | H           | کم‌تر متمایز                                   | H5                |
| Ordinary chondrites     | H           | غیر متمایز                                    | H6                |
| Ordinary chondrites     | H           | ذوب شده                                       | H7                |
| Ordinary chondrites     | L           | Abundant                                      | L3-L3,۹           |
| Ordinary chondrites     | L           | متمایز                                        | L4                |
| Ordinary chondrites     | L           | کم‌تر متمایز                                   | L5                |
| Ordinary chondrites     | L           | Indistinct                                    | L6                |
| Ordinary chondrites     | L           | ذوب شده                                       | L7                |
| Ordinary chondrites     | LL          | فراوان                                        | LL3-LL3,۹         |
| Ordinary chondrites     | LL          | متمایز                                        | LL4               |
| Ordinary chondrites     | LL          | کم‌تر متمایز                                   | LL5               |
| Ordinary chondrites     | LL          | Indistinct                                    | LL6               |
| Ordinary chondrites     | LL          | ذوب شده                                       | LL7               |
| Carbonaceous chondrites | Ivuna       | Phylosilicates, Magnetite                     | CI                |
| Carbonaceous chondrites | Mighei      | Phylosilicates, Olivine                       | CM1-CM2           |
| Carbonaceous chondrites | Vigarano    | Olivines rich in Fe, Ca minerals and Al       | CV2-CV3.۳         |
| Carbonaceous chondrites | Renazzo     | Phylosilicates, Olivine, Pyroxene, ذوب شده    | CR                |
| Carbonaceous chondrites | Ornans      | Olivine, Pyroxene, metals, Ca minerals and Al | CO3-CO3.۷         |
| Carbonaceous chondrites | Karoonda    | Olivine, Ca minerals and Al                   | CK                |
| Carbonaceous chondrites | Bencubbin   | Pyroxene, metals                              | CB                |
| Carbonaceous chondrites | High Iron   | Pyroxene, metals, Olivine                     | CH                |
| Kakangari-type          |             |                                               | K                 |
| Rumurutiites            |             | Olivine, Pyroxenes, Plagioclase, Sulfides     | R                 |

### کندریت‌های انستاتیت

The کندریت انستاتیت سنت سوور (EH5).

کندریت انستاتیت (که معمولاً به نام کندریت‌های E نیز شناخته می‌شود) یک شکل نادر شهاب‌سنگ است که تنها در حدود ۲ درصد از کانتریت‌هایی را که به زمین رسیده‌اند را شامل می‌شود. تا کنون تنها حدود ۲۰۰ نوع کندریت «گونهٔ E» شناخته شده‌است. اکثر موارد کندریت‌های انستاتیت در منطقهٔ جنوبگان (قطب جنوب) بازیافت شده‌اند یا توسط انجمن ملی هوای آمریکا جمع‌آوری شده‌است. به نظر می‌رسد که آن‌ها دارای انستاتیت معدنی (MgSiO3) بالایی باشند، و از این نگاه است که به این نام خوانده می‌شوند. کندریت‌های گونهٔ E در زمرهٔ شناخته‌شده‌ترین سنگ‌های شیمیایی اکسایش-کاهش هستند و اکثر آهن آن‌ها به شکل فلز یا سولفید به جای صورت اکسید است. این نشان می‌دهد که آن‌ها در ناحیه ای تشکیل شده‌اند که اکسیژن کمتری موجود بوده، (احتمالاً در مدار عطارد).

### کندریت‌های کربنی

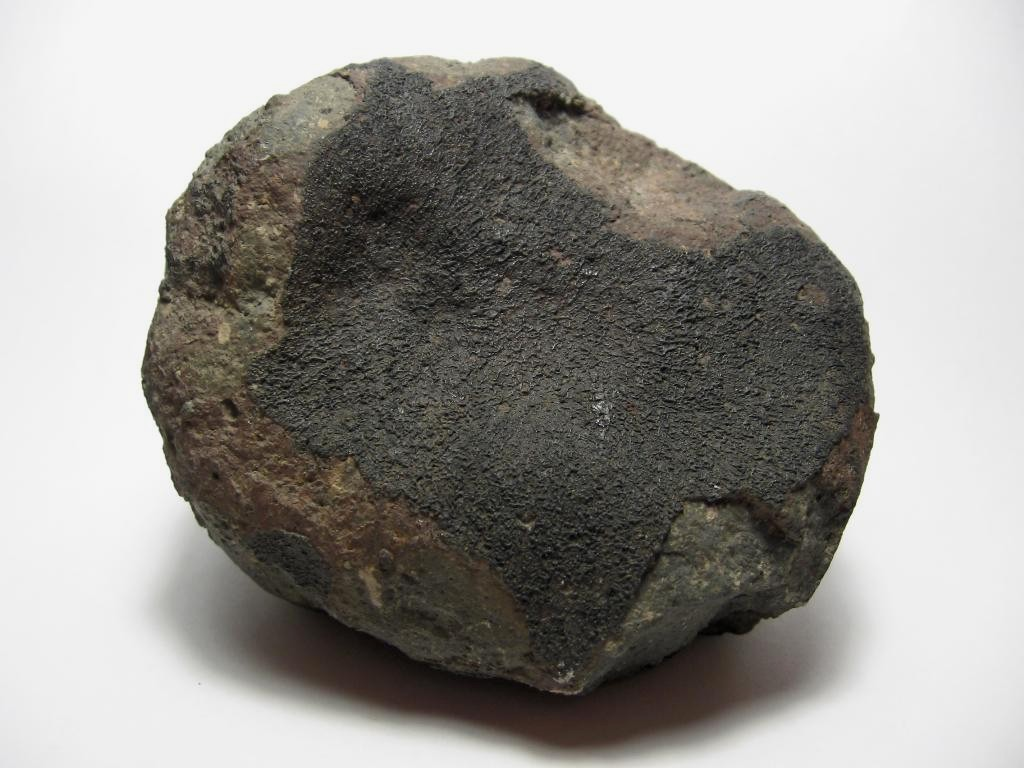
کندریت کربن‌دار CV3 که در سال ۱۹۶۹ در مکزیکو فرو افتاده‌است (وزن ۵۲۰ گرم)

کندریت کربن‌دار یا کندریت‌های کربنی (که معمولاً به عنوان کندریت «گونهٔ C» شناخته می‌شوند) کمتر از ۵٪ از کندریت‌هایی که بر روی زمین فرود آمده‌اند را می‌سازند. حضور ترکیبات کربنی، از جمله اسیدهای آمینه وابستگی به این گروه را مشخص می‌کند. به نظر می‌رسد که آن‌ها در دورترین جایی از خورشید نسبت به دیگر کندریت‌ها تشکیل شده‌باشند، زیرا بیشترین نسبت ترکیبات فرار دارند. یکی دیگر از ویژگی‌های اصلی آن‌ها حضور آب یا آن مواد معدنی است که با حضور آب آن‌ها را تغییر داده‌است.
گروه‌های زیادی از کندریت‌های کربنی وجود دارد، اما بیشتر آن‌ها با استفاده از دیدگاه شیمیایی؛ به خاطر غنی بودنشان از عناصر لیتوفیلی مقاوم در مقایسه با Si و از نظر ایزوتوپی به واسطهٔ غلط کم نسبت 17O/16O در مقایسه با سنگ‌های زمین: 18O/16O، متمایز هستند. تمام گروه‌های کندریت‌های کربن‌دار به جز «گروه CH» با توجه نمونهٔ مشخصه‌ای در آنها، گروهشان نام‌گذاری می‌شود:

#### کندریت‌های ککانگاری
سه کندریت، گروهکی که (نوع ککانگاری K) خوانده می‌شود را تشکیل می‌دهند.
آن‌ها با داشتن؛ مقدار زیادی ترکیبات ماتریس گردوغبارآلود، و ایزوتوپ‌های اکسیژن شبیه به کندریت‌های کربنیک، ترکیبات معدنی بسیار کم، و فراوانی فلز (۶٪ تا ۱۰٪ حجم) که بیشتر شبیه کاندریت‌های انستاتیت هستند، و غلظت عناصر لیتوفیلی نسوز که بیشتر شبیه کندریت‌های معمولی هستند، شناخته می‌شوند.

#### کندریت‌های روموروتی
(نوع روموریتی R) یک گروه بسیار نادر است که تنها یک مورد مستند شده از میان تقریباً ۹۰۰ نمونهٔ فرودِ مستند شدهٔ کندریت گزارش شده‌است. بین آن‌ها چند ویژگی مشترک با کندریت‌های معمولی مانند داشتن کندرول‌های معمولی، کمیِ ترکیبات مقاوم (سفت)، ترکیب شیمیایی مشابه برای بیشتر عناصر، و واقعیت وجود نسبت بالای 17O/16O در مقایسه با سنگ‌های زمینی وجود دارد.